# هازل (مسلسل)
هازل (بالإنجليزية: Hazel)‏ هو مسلسل كوميديا موقف تم إنتاجه في الولايات المتحدة. بدأ عرضه في سنة 1961. عرض على هيئة الإذاعة الوطنية وسي بي إس. بلغ عدد مواسم المسلسل 5 مواسم، بلغ عدد حلقاته 154 حلقة، المسلسل من تأليف تيد كي، تم بث المسلسل لأول مرة بتاريخ 28 سبتمبر 1961 بينما تم بث آخر حلقة منه بتاريخ 11 أبريل 1966. من بطولة شيرلي بوث.

## روابط خارجية
- هازل على موقع IMDb (الإنجليزية)
- هازل على موقع الموسوعة البريطانية (الإنجليزية)
- هازل على موقع كينوبويسك (الروسية)
- هازل على موقع ألو سيني (الفرنسية)
- هازل على موقع قاعدة بيانات الفيلم (الإنجليزية)